# Twitch Plays Pokémon
Twitch Plays Pokémon（縮寫TPP）為一個在Twitch上的直播頻道、直播視訊，其直播主、發起人稱之為一個「社會學實驗」，其內容為一群網友在實況頻道的聊天室輸入遊戲指令來控制直播中的遊戲，其遊戲主要為任天堂和GAME FREAK的《寶可夢》遊戲系列。
此實驗為一匿名澳洲程式設計師發起，並於2014年2月12日開始實況的《寶可夢 紅》，並超出預期的成為網絡模因，平均超過8萬人同時在線收看，其中至少十分之一的使用者參與輸入指令。此次實況經過16天後於3月1日破關，Twitch估計約116萬人參與了指令輸入，同時收看人數最高時達到12萬1000人，而整個過程總計達5,500萬次觀看次數。2014年E3遊戲展上，Twitch Plays Pokémon玩紅版的過程受到金氏世界紀錄認可並頒發證書，成就「最多人參與的單人線上遊戲」紀錄。
由於實驗的互動性、無規律與混亂的特質，還有因系統架構對使用者造成的獨特挑戰，以及由參與者創造出的社群和話題，此實驗因而受到了媒體以及Twitch其他的使用者的關注。在《寶可夢 紅》結束後，發起者在該頻道上繼續進行了《寶可夢 水晶》、《寶可夢 綠寶石》、《寶可夢 火紅》、《寶可夢 白金》和《寶可夢 心金》等版本的實況，持續造成更多不同的話題。發起者表示只要還有使用者有興趣，此實驗會繼續進行並嘗試其他的遊戲版本。

同時實況《寶可夢競技場2》與《寶可夢 心金》的畫面。最左側上方為《寶可夢競技場2》的實況，下方為其下注玩家列表。左二為《寶可夢 心金》的畫面，任天堂DS具有雙螢幕，因此具有上下兩個畫面。右二上方為 IRC 機器人讀到的指令，右下為目前遊戲中的隊伍概況。最右側白灰色背景的部分為Twitch聊天室，可以看到使用者聊天與輸入的指令。

## 概念
此實驗的靈感來自於另一個名為SaltyBet的網站，其同為使用Twitch 實況，並直播隨機的M.U.G.E.N比賽，使用者可以對遊戲結果下注。此實驗被定位為社會學實驗，其系統架構是一位匿名的澳洲程式設計師所設計，包含用Python寫成的IRC機器人，以及Game Boy模擬器：Visual Boy Advance。IRC機器人會捕捉使用者在聊天室中輸入的字句，並找出特定的字，像是「up」、「down」、「start」等，並將其轉為遊戲指令傳入模擬器中來控制遊戲；並額外使用一個用JavaScript寫成的網路應用程式來顯示其傳入了哪些指令。發起人表示會選擇神奇寶貝紅綠版，原因除了對老遊戲的懷舊外，還因為「就算玩得很爛，寶可夢遊戲仍不會完全沒有進展。而且目前的控制沒辦法玩任何非日式角色扮演遊戲類型的遊戲。」，尤其寶可夢遊戲有著「寬容的」方向控制以及不太需要互動的遊戲性，使其可以彌補從使用者輸入到傳入模擬器中的巨大延遲。發起者宣稱使用修改過的遊戲版本，可以捕捉到該版本所有的寶可夢，以期能完成寶可夢圖鑑。但實際上，該修改版本並未完成，遊戲過程中亦無任何與原始版本不同的地方。

## 過程
由於控制的組合毫無規律性，使其比正常玩時難度更高並花費更多時間；Ars Technica上的作家評論「主角不斷的卡在角落、繞著圈走，一遍又一遍不由自主的查看神奇寶貝圖鑑和存檔。聊天室中輸入的指令速度比遊戲實際上能執行的速度快，使遊戲就算沒有輸入延遲或歡樂的網路小白『幫忙』下，仍幾乎不可能有進展。」過程中週期性的遇到類似難關，如卡在迷宮中或是跳錯落差，還有突發地放生一些持有的寶可夢；以及參與者送出「start」指令打開遊戲選單，通常伴隨著進入背包選單並亂使用一些道具，最後發起者多增加了一些措施來限制「start」指令的使用。
儘管表面上毫無秩序地進展，參與者仍試著透過各種手段合作並制定策略，例如製作攻略圖片，以及用腳本語言寫的程式，其能夠隱藏聊天室中的遊戲指令，使眾人能夠互相溝通而不受指令洗頻影響。這些措施十分重要，因為遊戲中會遇到許多需要神奇寶貝特定技能才能通過或解除的障礙；在實驗早期沒有這些幫助下，往往錯失使用技能的時機而幾乎難以通過。本質上，廣大的參與者是在試著抵銷網路小白的阻礙意圖。

### 民主模式與無政府模式
2014年2月18日進入反派組織火箭隊的基地，由於迷宮之複雜而遭遇了極大困難；這時引入了一個新機制，促使遊戲能夠更順利地進行。此機制設計為，所有聊天室中下的指令不會馬上被輸入模擬器，而是會進行投票，在一段時間後（通常為30秒），累積出現最多之指令才會被輸入模擬器中。此外，使用者也可以在指令後面加上數字，表示該指令要被重複執行幾次，例如「right3」表示要連執行往右三次。然而此機制被實施後，激怒了許多使用者並在聊天室中造成暴動，他們不斷地下「start9」並使其成為累積最多的指令而被輸入模擬器，藉此來擾亂遊戲進行以對抗這個新機制。不久，發起者又增加了新的機制，使用者可以投票決定要選用「民主模式」或是「無政府模式」；前者即為上述遭到抵抗的新機制，後者則為原本的模式。但限制要進入民主模式需要絕對多數，而進入無政府模式只需相對多數。引入此機制導致了使用者群分裂，支持無政府模式的人認為民主模式與最初實驗的主旨相悖；而且當時由於遊戲隨機造成的各種事件，已經使參與者創造了許多精心編造的故事和神話，民主模式將會消除這種隨機現象。

### 水晶版
隨著《寶可夢 紅》的結束，發起者於2014年3月2日實況了新的遊戲，為寶可夢遊戲第二世代的《寶可夢 水晶》。在《水晶》中，民主、無政府的模式切換改為每次整點自動切換為民主模式，要切回無政府模式則需再經過投票。《水晶》進行到第八日時，發起者又引入了新機制，並沒有命名，使用者群稱之為「共產主義」或「樂透政府」。此機制結合了無政府和民主模式，每隔0.5秒會從這段時間中累積的輸入指令中，隨機傳入模擬器一個指令；其有民主模式的特色，因為使用者可以藉由多輸入某個特定指令使其更容易被選到；但其也有無政府模式的特色，因為不會有民主模式的長時間等待導致使用者暴動而擾亂遊戲。這個機制只在《水晶》短暫使用過，之後就沒有再出現過。2014年3月14日，遊戲來到最後的關卡白銀山，在原始遊戲設計中，前一世代（即《紅／綠／藍》）的主角被視作最終對手，《水晶》的主角需要將其打敗才算破關；而實況中的遊戲被修改過，讓最終對手持有之寶可夢與實況《紅》主角破關時持有的相同；發起者表示他如此做是因為他認為原本遊戲設計團隊Game Freak應該就是想讓玩家能夠打敗前作的主角陣容。同時發起者設下了時間限制，要求在死線前結束遊戲，並繼續新遊戲（第三世代的《綠寶石》）；不過最後《水晶》的結束時間比死線還要早，從開始進行了十三日後，於2014年3月15日結束。

### 後續
2014年3月21日開始實況《寶可夢 綠寶石》，民主模式在此次被完全關閉；剛開始時由於遊戲系統設計上的關係，使用者可以藉由輸入指令將遊戲重新啟動，在重啟多次後發起者將此漏洞補上。
雖然此實驗在後面幾版遊戲時，人氣比起最初的《寶可夢 紅》實況大幅衰減，但發起者表示只要還有使用者對此實驗有興趣，會繼續進行並嘗試其他遊戲版本。

## 反響

### 人氣
2014年2月12日被當作一個概念驗證而開始實況，起初並不活躍，參與者並不多。然而這實況很快的成為病毒視訊，在2月14日挑戰第一個道館館主時，累積觀看次數已來到17.5萬次，2月17日達650萬次。2月20日遊戲主角已捕捉到12種寶可夢並且剛通過第四個道館，此時觀看次數達1700萬次，並且有6萬多人同時在線收看，其中至少十分之一的人參與下指令。在神奇寶貝紅版破關時，已經累積3,600萬觀看次數，當時約12萬同時在線收看，估計65.8萬人參與了遊戲。由於人數過多，造成Twitch網站龐大的負荷；Twitch的網路管理員不得不把該頻道移至大型電競比賽專用的伺服器上，以獲得更大的負載。發起者表示「我從沒想過這實驗會變這麼熱門，我以為只會有一小群特定群眾參與，其他人則大概的看過就離開，沒想到卻壓倒性的成為大熱門。」

### 相關創作
一些活躍的參與者也在能提供實況記錄，如Reddit等社群網站上形成網路社群，並創作了許多模因和遊戲相關的二次創作、同人。紅版遊戲主角在遊戲早期獲得了一個名為「貝殼化石」的道具，其本身沒有任何功能，只有在遊戲後期才能透過劇情「復活」為名為菊石獸的神奇寶貝。因為貝殼化石獲得的時間較早，其在背包中的位置排在前面，而在無規律性的指令叫出道具選單時，往往會被選中，但選中後實際上是沒有任何效果。由於被選中的次數太頻繁，原本只是參與者間的內部笑話，漸漸的貝之化石被神化，相關創作中指出遊戲主角之所以一直呼叫此道具實際上是為了傾聽神的指示。而創作更延伸到劇情中因為二選一而無法獲得的另一個名為「龜殼化石」並能復活為化石盔的化石，創作中將支持民主模式跟支持無政府模式的群眾各視為一個教派，而龜殼化石與貝之化石則為管理兩者的神。在遊戲中持有的神奇寶貝亦被一些粉絲冠上一些稱號或暱稱。像是早期持有的火恐龍（命名為「ABBBBBBK (」）、小拉達（「JLVWNNOOOO」）就被暱稱為「Abby」、「Jay Leno」；大比鳥則由於等級高且在許多重要戰役表現傑出，因此被稱為「Bird Jesus」（神鵰）。而途中獲得的伊布，眾人希望其進化為水伊布，因為對遊戲進行較有益處，然後最後卻因為隨機性而買錯進化道具而進化為火伊布；由於火伊布對隊伍無甚益處，在眾人控制下要將之存入電腦時，卻將 Abby 和 Jay Leno 放生；由於一連串的不順遂和損失，社群將此火精靈稱為邪神龜殼化石派來的「False Prophet」（偽先知）。2月23日（星期日）由於操作電腦錯誤，導致12隻寶可夢被放生，在創作中被稱作「血色星期日」，也導致之後需要用到電腦時，往往會令眾人產生疑慮。此外後續的各版本的神奇寶貝也多有相關的稱號、暱稱跟創作；如水晶版的小鋸鱷（名為「FERALIGATR」）早期因為其技能「瞪眼」的遊戲動畫是從兩眼發出光束射向對方，因而被稱作「LazorGator」（雷射鱷）。

### 大眾反應
大眾媒體稱此實驗的過程是個「迷人又奇蹟的混亂」，並被一位觀眾形容為「好像在看一場慢動作的車禍」。此實驗也被拿來跟無限猴子定理作比較，因為此實驗的輸入某種層面上具有隨機性，但仍能獲得進展並破關結束遊戲。Twitch 的行銷副總裁Matthew DiPietro稱讚了這個實況，表示「這是一個电子游戏如何成為娛樂平台和創意遠超出遊戲作者原意的例子。透過將實況、參與體驗和电子游戏的融合，這個實況主為 Twitch 社群創造了一個混合客製化的娛樂。這實驗是一個精彩的概念證明，希望未來能看到更多這樣的例子。」
此實驗也造成了許多的仿效，一些使用者嘗試用此概念玩其他的遊戲，像是寶可夢 藍、QWOP、俄羅斯方塊和快打旋風Ⅱ。

## 遊戲列表
| 遊戲名稱 | 遊戲名稱                          | 開始時間       | 結束時間       | 持續時間           |
| 第一季   |                                   |                |                |                    |
|          | 寶可夢 紅                         | 2014年2月12日  | 2014年3月1日   | 16天9小時55分4秒   |
|          | 寶可夢 水晶                       | 2014年3月2日   | 2014年3月15日  | 13天2小時2分55秒   |
|          | 寶可夢 綠寶石                     | 2014年3月21日  | 2014年4月11日  | 20天21小時55分41秒 |
|          | 寶可夢 火紅                       | 2014年4月11日  | 2014年4月27日  | 15天2小時1分54秒   |
|          | 寶可夢 白金                       | 2014年5月2日   | 2014年5月20日  | 17天11小時38分47秒 |
|          | 寶可夢 心金                       | 2014年5月23日  | 2014年6月12日  | 18天20小時33分51秒 |
|          | 宝可梦 黑                         | 2014年6月15日  | 2014年6月27日  | 12天18小時34分59秒 |
|          | 宝可梦 黑2                        | 2014年7月6日   | 2014年7月22日  | 19天2小時15分37秒  |
|          | 寶可夢 X                          | 2014年7月27日  | 2014年8月1日   | 5天5小時44分       |
|          | 寶可夢 歐米加紅寶石               | 2014年11月22日 | 2014年11月29日 | 8天13小時29分      |
| 第二季   |                                   |                |                |                    |
|          | 寶可夢 紅                         | 2015年2月12日  | 2015年3月23日  | 39天19小時27分12秒 |
|          | 寶可夢戰鬥革命                    | 未知           | 未知           | 未知               |
|          | 寶可夢 水晶                       | 未知           | 未知           | 未知               |
|          | 寶可夢 火紅                       | 2015年5月10日  | 2015年5月24日  | 14天               |
|          | 寶可夢 阿爾法藍寶石               | 2015年7月12日  | 未知           | 未知               |
|          | 寶可夢 織女星（非官方的修改版本） | 未知           | 未知           | 未知               |
|          | 寶可夢 水晶                       | 未知           | 活躍中         | 活躍中             |

- 從白金開始，實況影像在左側多加了一個視窗顯示寶可夢競技場2的實況，但使用者無法下指令控制，該遊戲為電腦隨機選擇寶可夢並自動對打，使用者只能在聊天室下指令賭誰會贏，並有對應的累積虛擬金額[參 42]。
- 除了這幾個主要遊戲外，在各遊戲間的準備時間，也會提供一些其他的遊戲暫時給使用者下指令操作。

## 註解
1. ↑  由於遊戲本身的設計，部分神奇寶貝無法直接獲得，如劇情中的多選一，剩餘的需要從其他玩家傳送才能獲得；而有些神奇寶貝只能由官方舉辦活動贈送。
2. ↑  落差為遊戲中的一種地形，只能單向行走，若是跳錯落差通常又得花上一些时间重新回到落差起点。
3. ↑  最著名者就是「血色星期日」，當日為了整理隊伍而無預警地放生了12隻神奇寶貝[參 12]。
4. ↑  一張或多張圖片顯示目前的關卡該如何走才能較快或安全地通過。
5. ↑  遊戲術語為「秘傳技能」，需要選定神奇寶貝並指定使用該技能來解除遊戲中的障礙，例如砍掉路中的樹等。不過在之後的遊戲版本，遊戲修改為只要跟樹對話即可自動呼叫技能，此難度變得大為減低。
6. ↑  迷宮中地上有著上下左右等傳送裝置，走錯一步通常就會被傳送回原點甚至迷宮入口。
7. ↑  「start」指令會使遊戲中的主角打開遊戲選單，連續九次的開關會使遊戲進展速度下降。
8. ↑  在心金版實況時，平均在線人數為一千人左右。
9. ↑  水精靈可以習得密傳技能「衝浪」，這是遊戲中穿過水域的必備技能。
10. ↑  遊戲中的工具，因為遊戲主角只能隨身攜帶6隻神奇寶貝，剩下的需要放在電腦中。而電腦除了存入提出神奇寶貝外，還有放生的功能。
11. ↑  此版本使用Universal Pokemon Game Randomizer這個工具隨機化遊戲內容、神奇寶貝分布、技能等。
12. ↑  此版本亦有使用隨機化工具進行隨機化
13. ↑  此版本使用網路上同好製作的改版「神奇寶貝爆焰黑2版」，野生和訓練家的神奇寶貝都有差別，做了不少強化。
14. ↑  此時間為擊破破最終對手的時間，實際上結束時間為8月4日，剛好8天整。

## 延伸阅读
- Marley-Vincent Lindsey, The Politics of Pokémon. Socialized Gaming, Religious Themes and the Construction of Communal Narratives, Heidelberg Journal of Religions on the Internet（页面存档备份，存于） (2015)
- Jenny Saucerman & Dennis Ramirez, Praise Helix! Christian Narrative in Twitch Plays: Pokémon, Heidelberg Journal of Religions on the Internet（页面存档备份，存于） (2016)
- Kyriakou, H., and Nickerson, J.V.. Twitch Plays Pokémon: An Exploratory Analysis of Mass Synchronous Crowd Collaboration, Collective Intelligence（页面存档备份，存于） (2016)
- Laz Carter, Pokémon and a Fandom of Nostalgia, Reflexive Horizons（页面存档备份，存于）, March 24, 2014.
- Milando, Chris, Community-Controlled Games and the Advent of the Fourth-Person Narrative, Level Up LiteratureArchived from the original（页面存档备份，存于） on June 6, 2014. Retrieved February 13, 2018.

## 外部連結
- 官方實況頻道（页面存档备份，存于）
- TPP.org（页面存档备份，存于），提供即時更新遊戲現況（非官方）
- TPP.net，提供TPP相關的入口網站（非官方）
- TPP維基
- TPPdeia（页面存档备份，存于）
- 英文神奇寶貝百科對於TPP的相關介紹（页面存档备份，存于）
- 中文神奇寶貝百科對於TPP的相關介紹（页面存档备份，存于）
- KomicaWiki對於TPP的相關介紹